# Waterschap (Vlaanderen)
Een waterschap in Vlaanderen is een interbestuurlijke overheidsinstantie die in een bepaalde regio tot taak heeft de waterhuishouding te regelen. Ook wordt de term waterschap gebruikt om de regio aan te duiden waarover die instantie zeggenschap heeft. Het gebied wordt niet bepaald door gemeente- of provinciegrenzen, maar door stroomgebieden of afwateringsgebieden in een bepaalde regio.
In Vlaanderen lag de taak om de waterhuishouding te regelen niet bij een afzonderlijke overheidsinstantie maar is deze versnipperd over meer dan 400 verschillende overheden of besturen. Naargelang het gebied en het type van de waterloop is het beheer in handen van ofwel:
- de stad of gemeente
- een polder of watering
- de provincie
- Het Vlaams Gewest.

Met het decreet Integraal Waterbeleid (IWB) van 18 juli 2003 en het eerste uitvoeringsbesluit van 9 september 2005 werd een nieuwe organisatiestructuur voor het Integraal Waterbeleid in Vlaanderen uitgetekend op drie niveaus: stroomgebieden, bekkens en deelbekkens. Per deelbekken of voor meerdere deelbekkens binnen eenzelfde bekken dienden door de provincies waterschappen opgericht te worden. In totaal zijn in Vlaanderen 52 waterschappen opgericht. Zij zijn voornamelijk opgericht met het oog op het voorbereiden van een deelbekkenbeheerplan, het uitbrengen van een advies over het ontwerp van bekkenbeheerplan en het voorstellen van een geschikte bevoegdheidsverdeling van de onbevaarbare waterlopen (van alle categorieën) en de waterwegen om een beter geïntegreerd, logisch samenhangender beheer te realiseren. In coördinatie kunnen de volgende taken worden uitgeoefend:
- Beheer van onbevaarbare waterlopen (ook van 1ste categorie indien voorzien in het beheerplan)
- Beheer van het water bestemd voor menselijke aanwending (uitgezonderd water voor menselijke consumptie)
- Beheer en exploitatie van openbare rioleringen en kleinschalige waterzuiveringen
- Beheer van de ondiepe grondwatercyclus (in de mate er geen effect is op andere grondwatercycli en met uitzondering van de adviesverlening voor grondwaterwinningen)

Een waterschap in Vlaanderen vormt een overlegstructuur waarin de verschillende waterbeheerders binnen dat gebied samenkomen om hun decretale taken te volbrengen en om lokale aangelegenheden in verband met water te bespreken. Iedere waterbeheerder behoudt echter zijn bevoegdheid en blijft verantwoordelijk voor de waterlopen binnen diens gebiedsomschrijving.
Voor ieder deelbekken werd binnen de schoot van het waterschap een deelbekkenbeheerplan opgemaakt. De praktische werking van het waterschap, de opvolging van dit deelbekkenbeheerplan alsook de voorbereiding van de volgende plancyclus zijn de dagelijkse taken van het waterschapssecretariaat dat door de provincies wordt ingericht.